# Миля чудес (фильм)
«Миля чудес» (англ. Miracle Mile) — американский художественный фильм, поставленный режиссёром Стивом Де Джарнаттом по собственному сценарию. Премьера фильма состоялась на кинофестивале в Торонто в 1988 году, а 19 мая 1989 года фильм вышел в прокат в США.

## Сюжет
Фильм начинается со встречи и взаимного притяжения главных героев — Гарри и Джулии.
Тем же вечером, опоздав на назначенное свидание с Джулией, Гарри проходит мимо телефонной будки. Раздаётся звонок, и Гарри снимает трубку. Звонящий на другом конце принимает Гарри за другого и сообщает, что через 50 минут США начнёт ядерную войну. Потрясённый Гарри рассказывает о происшедшем посетителям кафе.
Сперва ему никто не верит, но делового вида женщина с сотовым телефоном на всякий случай звонит своим влиятельным друзьям в Вашингтоне, и оказывается, что многие из них уже находятся на пути к южному полушарию. В кафе начинается паника. Деловая женщина предлагает всем срочно эвакуироваться на самолёте, и по телефону заказывает подготовку вертолёта с крыши соседнего небоскрёба для друзей и родственников.
Посетители и персонал кафе загружаются в фургон и едут в аэропорт, в то время как Гарри отправляется на поиски Джулии. Найдя Джулию, он пытается добраться до вертолёта и отыскать пилота. В какой-то момент Гарри и Джулия начинают сомневаться, что война действительно будет, но вскоре действительно объявляется тревога, и улицы города погружаются в хаос.
Когда Гарри и Джулия уже улетают на вертолёте, ядерные ракеты ударяют по Лос-Анджелесу. Сбитый электромагнитным импульсом, вертолёт падает в асфальтовое озеро Ла-Брея, рядом с которым молодые люди познакомились днём раньше. Пока вертолёт погружается, у них есть последняя минута попрощаться друг с другом. Джулия в панике и Гарри пытается успокоить её, говоря, что может быть в этой смоле, если по ним нанесут прямой удар ракетой, они эволюционируют и он сможет превращать уголь в бриллианты. На это Джулия в последний миг говорит, что бриллианты — это он и она, потому что их любовь гораздо дороже этого. Фильм завершается кадром с яркой вспышкой света, намекающей, что по озеру нанесли прямое попадание.

## В ролях
- Энтони Эдвардс — Гарри Уошелло
- Мэр Уиннингэм — Джулия Питерс
- Джон Агар — Айван Питерс
- Лу Хэнкок — Люси Питерс
- Майкелти Уильямсон — Уилсон
- Курт Фуллер — Герстед
- Дениз Кросби — Ланда
- Роберт Дукуй — повар в закусочной
- О-Лан Джонс —  Сьюзи, официантка в закусочной
- Эрл Боэн — пьяный мужчина в закусочной
- Рафаэль Сбардж — Чип (голос)
- Дайан Делано — стюардесса
- Люсиль Блисс — старушка в закусочной
- Брайан Томпсон — пауэрлифтер, пилот вертолета
- Эдвард Банкер — ночной сторож на заправке
- Питер Берг — член группы
- Ричард Биггс — Брайн Джонс
- Дженетт Голдстин — девушка из Беверли-Хиллс № 1

## Производство
Сюжет фильма был навеян Стиву Де Джарнатту многократно повторяющимся сном, в котором он первым узнаёт о надвигающемся ядерном апокалипсисе. В 1978 году, вскоре после окончания Американского института киноискусства, Де Джарнатт написал сценарий для кинокомпании Warner Bros. с правом выкупа и рассчитывал, что ему доверят пост режиссёра. Через год студия предложила ему 400 тысяч долларов за сценарий, но отказалась доверить постановку столь масштабного фильма новичку вроде Де Джарнатта. Однако Де Джарнатт не пошёл на сделку, а в 1983 году сам выкупил собственный сценарий за 25 тысяч долларов. Несколько лет он безуспешно пытался продать сценарий другим студиям, которые позволили бы ему выступить режиссёром, но постоянно получал отказ из-за темы сюжета и мрачного финала, пока наконец британский продюсер Джон Дэйли из корпорации «Hemdale Films» не выкупил у Де Джарнатта сценарий за 3,7 миллиона долларов и доверил ему режиссуру.
На производство было выделено 4 млн долларов. Съёмки, продлившиеся с 13 апреля 1988 года по 4 июля 1988 года, проводились в Лос-Анджелесе в основном в тёмное время суток. Своим названием фильм обязан центральному району Лос-Анджелеса Миля чудес, в котором происходит практически всё действие фильма.

## Оценки
Лента принимала участие в конкурсной программе кинофестиваля «Санденс» и Каталонского кинофестиваля в Сиджесе, где получила приз за лучшие спецэффекты, а также номинировалась на премию «Независимый дух» за лучший сценарий (Стив Де Джарнатт) и лучшую женскую роль второго плана (Мэр Уиннингэм).